# Accord de Berchtesgaden
L' accord de Berchtesgaden, ou diktat de Berchtesgaden, signé le 12 février 1938, est un accord conclu entre le IIIe Reich Allemand et l'Autriche, au détriment de la seconde, car il imposait une série de mesures préconisées par Hitler pour favoriser les nationaux-socialistes autrichiens.

## Histoire
L'accord fut établi dans la résidence privée de Hitler, le Berghof, à Obersalzberg près de Berchtesgaden et fut signé par le chancelier allemand Adolf Hitler et son ministre des Affaires étrangères von Ribbentrop, ainsi que par le chancelier fédéral autrichien Schuschnigg et le secrétaire d’État autrichien aux affaires étrangères Guido Schmitt. L'accord établissait notamment la liberté d'action politique des nationaux-socialistes en Autriche ainsi que leur participation plus importante au gouvernement. C'est à cause de ces accords que Arthur Seyss-Inquart fut nommé le 16 février dans le gouvernement fédéral Schuschnigg IV au poste de ministre de l'intérieur et de la sûreté. Le huitième point de l'accord stipulait que Franz Böhme devait remplacer le chef d'état-major général, le lieutenant-maréchal Alfred Jansa, qui prônait la préparation par l'Autriche de sa défense contre une attaque allemande. Franz Böhme occupa ce poste à partir du 17 février 1938.
Cet accord a scellé la fin de l'austrofascisme et la fin de l'indépendance de fait de l'Autriche. Puisque l'indépendance juridique de l'Autriche était de ce fait menacée, Schuschnigg annonça le 9 mars un référendum sur la question pour le 13 mars. Hitler et Göring y virent une rupture de l'accord de Berchtesgaden et menacèrent d'envahir l'Autriche si le gouvernement ne démissionnait pas, ce qui permit l'émergence du gouvernement fédéral dit Seyss-Inquart. Celui-ci rendit possible l'Anschluss de l'Autriche le 13 mars.